# Estela de Vespasiano
La estela de Vespasiano (en georgiano: ვესპასიანეს სტელა) es una estela con inscripciones griegas antiguas encontrada en 1867 en Armazi, cerca de Mtsjeta, Georgia, en la antigua capital del Reino de Iberia.

## Descripción
La estela conmemora el refuerzo de la fortificación de los muros de Armazi por el emperador Vespasiano. Además, la inscripción menciona a dos emperadores Tito, Domiciano y dos reyes Mitrídates I de Iberia, Farasmanes I de Iberia y el príncipe real Amazaspus. La inscripción está datada en el año 75 d. C. La parte superior de la estela está perdida. Según el profesor David Braund, el texto que falta estaba en latín o armázico. Cyrille Toumanoff identifica a Amazaspus como el rey Amazasp I de Iberia, aunque podría ser el príncipe real Amazaspus, hijo de Pharasmanes I de Iberia, conocido por el Epigrama de Amazaspos encontrado en Roma.

## Inscripción
Imperator César Vespasiano Augusto, pontifex maximus, ocupando el poder tribunicio por séptima vez, imperador por decimocuarta vez, cónsul por sexta vez y designado por séptima vez, padre de la patria, censor e imperador Tito César, hijo de Augusto, ocupando el poder tribunicio por quinta vez, cónsul por cuarta vez y designado por quinta, censor, y Domiciano César, hijo de Augusto, cónsul por tercera vez y designado por cuarta vez, por el rey de los íberos, Mitrídates, hijo del rey Farasmanes, y Amazaspo, amigo de César y de los romanos, y para su pueblo [iberos] ellos [romanos] fortificaron las murallas.